# Чехословачка на Европском првенству у атлетици у дворани 1970.
Чехословачка је учествовала на 1. Европском првенству у атлетици у дворани 1970. одржаном у Бечу, Аустрија, 14. и 15. марта. У првом учешћу на европским првенствима у дворани репрезентацију Чехословачке представљало је 14 спортиста  (9 м и 5 ж) који су се такмичили у 13 дисциплина (8 мушких и 5 женских).
На овом првенству Чехословачка није освојила ниједну медаљу. 
У табели успешности (према броју и пласману такмичара који су учествовали у финалним такмичењима (првих 8 такмичара)) Чехословачка  је са једним учесником у финалу делила са Италијом и Данском 20. место са 2 бода,  од 23 земље које су имале представнике у финалу. На првенству су учествовале 24 земаље чланица ЕАА. Једино Турска није имала представника у финалу. 
| Плас. | Земља        | 1. место | 2. место | 3. место | 4. место | 5. место | 6. место | 7. место | 8. место | Бр. финал. - Бод. |
| ----- | ------------ | -------- | -------- | -------- | -------- | -------- | -------- | -------- | -------- | ----------------- |
| =20.  | Чехословачка | 0        | 0        | 0        | 0        | 0        | 0        | 1—2      | 0        | 1—2               |

## Учесници
| Бр. | Дисциплина   | Мушкарци                 | Жене               | Укупно |
| --- | ------------ | ------------------------ | ------------------ | ------ |
| 1.  | 60 м         | Јосеф Целис Лудек Бохман | Алена Возакова     | 3      |
| 2.  | 400 м        |                          | Либуша Макаунова   | 1      |
| 3.  | 800 м        | Јан Сисовски             |                    | 1      |
| 4.  | 1.500 м      | Иван Ковач               |                    | 1      |
| 5.  | 3.000 м      | Павел Пенкава            |                    | 1      |
| 6.  | 60 м препоне | Иван Седлачек            | Милена Пијацкова   | 2      |
| 7.  | Скок увис    | Збињек Кузела            |                    | 1      |
| 8.  | Скок удаљ    |                          | Марија Девинскаа   | 1      |
| 9.  | Троскок      | Јан Брода                |                    | 1      |
| 10. | Бацање кугле | Мирослав Јаноушек        | Хелена Фибингерова | 2      |
|     | Укупно (10)  | 9                        | 5                  | 14     |

## Резултати

### Мушкарци
| Атлетичар         | Дисциплина   | Лични рекорд | Квалификације | Квалификације | Полуфинале           | Полуфинале           | Финале               | Финале       | Детаљи |
| Атлетичар         | Дисциплина   | Лични рекорд | Резултат      | Место         | Резултат             | Место                | Резултат             | Место        | Детаљи |
| ----------------- | ------------ | ------------ | ------------- | ------------- | -------------------- | -------------------- | -------------------- | ------------ | ------ |
| Јосеф Целис       | 60 м         |              | 6,9           | 4 у гр. 1 КВ  | 6,9                  | 4 у пф. 1            | Није се квалификовао | 9/ 16 (17)   |        |
| Лудек Бохман      | 60 м         |              | 6,9           | 5 у гр. 3     | Није се квалификовао | Није се квалификовао | Није се квалификовао | 12./ 16 (17) |        |
| Јан Сисовски      | 800 м        |              | 1:52,0        | 4 у гр. 1     |                      |                      | Није се квалификовао | 10/ 12       |        |
| Иван Ковач        | 1.500 м      |              | 3:52,9        | 5 у гр. 2     |                      |                      | Није се квалификовао | 12./ 14      |        |
| Павел Пенкава     | 3.000 м      |              | 8:04,6        | 5 у гр. 1     |                      |                      | Није се квалификовао | 9./ 14       |        |
| Иван Седлачек     | 69 м         |              | 8,2           | 4. у гр. 3    | 7,9                  | 5 у пф 1.            | Није се квалификовао | 9./ 18       |        |
| Збињек Кузела     | скок увис    |              |               |               |                      |                      | 2,11                 | 9./ 18       |        |
| Јан Брода         | троскок      |              |               |               |                      |                      | 15,89                | 10./ 11      |        |
| Мирослав Јаноушек | бацање кугле |              |               |               |                      |                      | 17,78                | 9,9          |        |

### Жене
| Атлетичарка        | Дисциплина   | Лични рекорд | Квалификације | Квалификације  | Полуфинале | Полуфинале | Финале                | Финале     | Детаљи |
| Атлетичарка        | Дисциплина   | Лични рекорд | Резултат      | Место          | Резултат   | Место      | Резултат              | Место      | Детаљи |
| ------------------ | ------------ | ------------ | ------------- | -------------- | ---------- | ---------- | --------------------- | ---------- | ------ |
| Алена Возакова     | 60 м         |              | 7,8           | 4 у гр. 2 (КВ) | 7,7        | 6. у пф. 2 | Није се квалификовала | 12/ 14.    |        |
| Либуша Макаунова   | 400 м        |              | 56,4          | 2 у гр. 2      |            |            | Није се квалификовала | 8./9       |        |
| Милена Пијацкова   | 60 м препоне |              | 8,6           | 4 у гр. 2 (КВ) | 8,7        | 4. у пф. 2 | Није се квалификовала | 7/ 11/(12) |        |
| Марија Девинска    | скок удаљ    |              |               |                |            |            | 6,36                  | 7./ 17     |        |
| Хелена Фибингерова | бацање кугле |              |               |                |            |            | 14,69                 | 9,9        |        |